# Porfîrivka, Sakî
Porfîrivka (în ucraineană Порфирівка) este un sat în comuna Veselivka din raionul Sakî, Republica Autonomă Crimeea, Ucraina.

## Demografie
Componența lingvistică a localității Porfîrivka
     Rusă (61,46%)
     Tătară crimeeană (23,96%)
     Ucraineană (13,54%)
     Belarusă (1,04%)
Conform recensământului din 2001, majoritatea populației localității Porfîrivka era vorbitoare de rusă (61,46%), existând în minoritate și vorbitori de tătară crimeeană (23,96%), ucraineană (13,54%) și belarusă (1,04%).